# Бол (Луизијана)
Бол (енгл. Ball) град је у америчкој савезној држави Луизијана.

## Демографија
По попису из 2010. године број становника је 4.000, што је 319 (8,7%) становника више него 2000. године.
| Група             | 2000.         | 2010.         |
| Белци             | 3.521 (95,7%) | 3.496 (87,4%) |
| Афроамериканци    | 58 (1,6%)     | 276 (6,9%)    |
| Азијати           | 13 (0,4%)     | 13 (0,3%)     |
| Хиспаноамериканци | 52 (1,4%)     | 127 (3,2%)    |
| Укупно            | 3.681         | 4.000         |